# Jules Virenque
Jules Virenque Chastain (Montpeller, França, 6 de febrer de 1824 - Mallorca, Espanya, 29 de febrer de 1876) fou un fotògraf i pintor francès que va retratar a la societat mallorquina durant el segle xix. L'artista fou un dels pioners de la fotografia a l'arxipèlag balear.
En la seva obra destaca el fons de la col·lecció que posseeix la Societat Arqueològica Lul·liana (SAL), el qual està format per més de dos mil sis-centes plaques de vidre de temàtiques variades; persones, art religiós, arquitectura o paisatges. És important assenyalar l'obra que va començar juntament amb Bartomeu Ferrà, 'Album Artístic de Mallorca' –del que només es va publicar un volum a causa de la sobtada mort de Virenque– i la col·laboració il·lustrada en les obres escrites de l'Arxiduc Lluís Salvador.
El fons, propietat de la SAL, ha estat recuperat gràcies al treball de Rosa de Aguilar i Pep Sabater. L'obra de Virenque és de gran valor avui en dia, ja que permet ambienta els costums de la societat de l'època.

## Biografia
Fill de Jean Noë Auguste Virenque i Marianne Pascale Chastain, fou el major de sis germans. Va néixer el 6 de febrer de 1824 a Montpeller. Amb onze anys va marxar a París per formar els seus estudis com a pintor. En 1841 regresa a Montpeller.
El 1855 es traslladà a Mallorca, seduït pels relats de ‘Monsieur i Madame' de Bardel sobre l'illa. En 1858 es va casar amb Francesca Simó Cruelles. Junts obriren un dels primers estudis fotogràfics a Palma, en el carrer del Horts. Més tard es traslladaren a la costa de Can Muntaner.
Jules Virenque morí el 29 de febrer de 1876 a causa de la diabetis. La seva vídua es va fer càrrec de l'estudi i es convertí en la primera dona retratista de Mallorca. Francesca Simó morí el 17 de gener de 1922, essent les seves filles Clotilde i Lluïsa que mantengueren l'empresa familiar fins a 1936.

## Obra

### Fotografia
Es desconeix la totalitat del llegat de Jules Virenque. En la SAL es troben dues mil sis-centes plaques de vidre amb imatges fetes pel fotògraf. No se sap com va arribar aquesta col·lecció a la SAL. El fons ha estat recuperat gràcies a un procés de rehabilitació –degut al mal estat en el qual es trobaven les plaques–. El Museu de Mallorca també conserva part de les plaques del fotògraf. La resta de la seva obra està repartida en diferents col·leccions particulars.
En 2007 va començar el procés de rehabilitació i digitalització de les plaques de vidre de Virenque. La finalitat d'aquest procés fou la conservació i difusió del llegat de l'artista. Rosa de Aguilar i Pep Sabater realitzaren un treball inicial d'estabilització i registre de la col·lecció. Una vegada detallada la totalitat de la sèrie, es va dur a terme un procés de neteja, digitalització i enmagatzematge de les plaques. En 2008 finalitzà el procés de restauració i inventari de l'obra.
Una vegada finalitzat tot el procés de recuperació de les plaques, es va realitzar un a exposició itinerant de Virenque en 2010. La mostra es va exhibir a les localitats de Palma, Calvià, Esporles, Inca, Valldemossa i Llucmajor. Estava estipulat que l'exhibició també s'exposàs a Montpellier però no es va acabar fent a causa de problemes de gestió amb les autoritats locals franceses.

### Pintura
Una altra de les disciplines a on Virenque va destacar va ser la pintura. D'aquesta vessant artística destaquen algunes obres com el retrat imaginatiu de Joan Crespí –encarregat pel consistori de Palma amb motiu de la proclamació de Crespí com a fill il·lustre l'any 1870–, el quadre de Sant Roc de la Parròquia de Valldemossa i el gravat de l'incendi de Teatre Principal o el dibuix de Sant Salvador d'Artà.

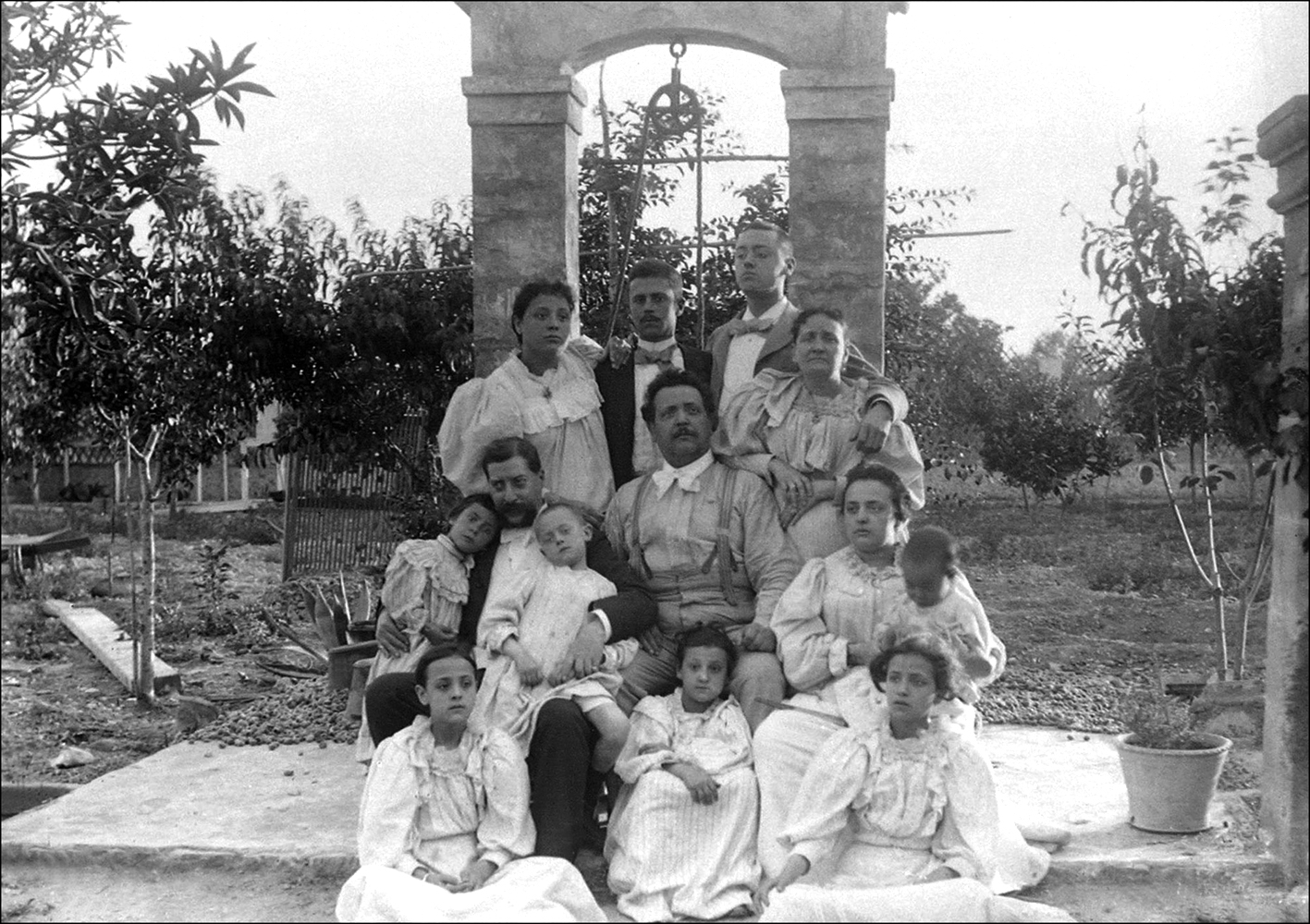
L'Arxiduc Lluís Salvador es retratat juntament amb la seva família.

### Arxiduc Lluís Salvador
Jules Virenque fou una artista polifacètic. Les seves col·laboracions amb l'Arxiduc Lluís Salvador estan reflectides en el ‘Fons Virenque', a on es pot veure al cèlebre arxiduc en una sèrie d'imatges retratat.
De la seva relació amb l'arxiduc hi ha constància en unes cartes dirigides Jules i la seva esposa Francesca, que també formen part del fons de la Biblioteca Bartomeu March. També existeixen fotografies fetes per Virenque de Lluís Salvador d'Àustria amb la seva família.